# Сербин Іван Юрійович
Іва́н Ю́рійович Се́рбин (пом. 1665) — сербський шляхтич з Нового Пазару, родич сербського митрополита Гавриїла, полковник брацлавський (1657—1658, 1663—1665). Зять Івана Сірка.
1654 року як сербський капітан прибув в Україну, вступив до козацького війська й воював проти Польщі. Богдан Хмельницький призначив його полковником брацлавським. Прихильник гетьмана І. Виговського, Сербин брав участь у придушенні підтриманого московитами повстання М. Пушкаря і спробі Данила Виговського звільнити Київ від московських зайд у 1658 році, коли потрапив до московського полону й був засланий на Московщину, де пробув до 1660 року. За гетьмана І. Брюховецького знову полковник брацлавський. У 1664—1665 роках воював проти поляків і гетьмана П. Тетері й загинув під Уманню.

## З життєпису

### Становище Сербина у Війську Запорозькому за гетьманування Б.Хмельницького
На початку вересня 1654 р. І.Сербин прибув до табору Б. Хмельницького під Фастовом і був прийнятий гетьманом на військову службу. В супровідному листі, який він передав гетьманові, представники сербської еліти зверталися до Богдана Хмельницького з проханням призначити капітана Івана Сербина на полковницький уряд і висловлювали надію, що перемігши у війні з поляками, Хмельницький допоможе сербам визволитися від османської неволі [4, с. 84-85].
Про становище Івана Сербина за життя Богдана Хмельницького відомостей немає. Серед науковців прийнято вважати, що в цей період Сербин очолював загони сербських найманців у козацькому війську [3, 127]. Історик І. Крип'якевич припустив, що, швидше за все, в цей період Іван Сербин перебував при генеральному писареві І. Виговському, навколо якого гуртувалися серби [4, с. 86].

### Перший період перебування на уряді брацлавського полковника
З переходом гетьманської булави до рук І. Виговського відбувається стрімкий злет в кар'єрі Івана Сербина: він стає брацлавським полковником, змінивши на цьому уряді досвідченого Михайла Зеленського. М. Грушевський вказував періодом першого перебування Сербина на брацлавському полковницькому уряді листопад 1657 — вересень 1658 р. [2, с. 273].
Це був складний період, який позначився гострим протистоянням всередині держави між різними політичними угрупуваннями та посилювався прагненням Москви змінити І. Виговського на більш зручного і податливого гетьмана. Одним із проявів такої політики стала підтримка полтавського полковника М. Пушкаря, який у 1658 р. виступив проти гетьмана Івана Виговського, фактично розпочавши громадянську війну.
Сербин, будучи одним із найближчих до Виговського старшин, взяв участь у військовому поході проти Мартина Пушкаря та придушенні виступу козаків Полтавського полку. А в серпні 1658 р. він брав участь у поході Данила Виговського на Київ з метою звільнити місто від московських військ.

### Московський полон
На початку осені 1658 р. наказний гетьман Д. Виговський направив війська кількох полків, зокрема Брацлавського на чолі з І. Сербином, під Мотовилівку. 15 вересня відбулась битва під Васильковом, в ході якої Сербин потрапив у московський полон. Про його звільнення згодом клопоталися гетьмани І. Виговський та Ю. Хмельницький. [1, с. 8] У 1660 р. (за припущенням І. Крип'якевича не раніше другої половини 1660 р.) Сербин звільнився з московського полону [4, с. 86].

### Другий період перебування на уряді брацлавського полковника
У кінці 1664 року Іван Сербин знову очолив Брацлавський полк. Оскільки Брацлав у цей час був захоплений Тетерею, то Сербину довелось закріпитися в Умані. У настановах послам, які відправлялися до московського царя в січні 1665 року Іван Брюховецький велів, повідомляючи, про становище в Гетьманщині: «О Иване Сербине, объявять, что в Брясловщину его послано было, и ныне Тетеря изменник прежде в Брясловль вбежал и людей, от недания помочи в отчаянии будучих, скоро прельстил; однако же Иван Сербин, в Умани будучи промисл чинить и уже город Торговицу его царскому пресветлому величеству приобрели» [5, с. 332].
Згодом у листі до московського царя, датованому кінцем березня 1665 року, Брюховецький повідомляв про складне становище Івана Сербина в протистоянні з поляками: «…против неприятелей, сколько мочи есть, воюет…», водночас прохаючи про надання військової допомоги з боку Москви: «… только бы помощи от вас великого государя, от вашего царского пресветлого величества…» [1, с. 263]. Однак, ситуація нагадувала 1654—1655 роки, коли Брацлавський полк на чолі з М. Зеленським, спільно з іншими полками, захищав Брацлавщину від польсько-татарського спустошення, натомість допомога, за якою Хмельницький неодноразово звертався до царя, не надходила.

### Загибель
У березні-квітні 1665 р. війська польського командувача Станіслава Яна Яблоновського штурмували добре укріплену Умань, яка слугувала осідком брацлавського полковника. У боях з поляками І. Сербин від «кули лядской неприятельской голову сложил».

## Оцінка Ролі Івана Сербина в подіях Національно-визвольної війни українського народу
Іван Сербин став помітною постаттю в історії козацької держави. Він був вірним сподвижником гетьмана Івана Виговського і, двічі обіймаючи уряд брацлавського полковника, доклав зусиль для оборони Брацлавщини від польської експансії.